# 李樂詩 (探險家)
李樂詩，MH（1944年—）香港旅行家和探險家，極地博物館基金創辦人，喜好極地科學研究，曾經在南極、北極及青藏高原多次探險，以及多次遊歷珠穆朗瑪峰。她在中國大陸及香港兩地主持講座逾數百場次。
李樂詩在香港理工學院畢業後，曾經擔任廣告設計師、畫家、攝影師及作家。2000年，她獲得香港嶺南大學頒授榮譽人文科學博士。
李樂詩育有兩女，在31歲時離婚，現在她兩女均碩士畢業。

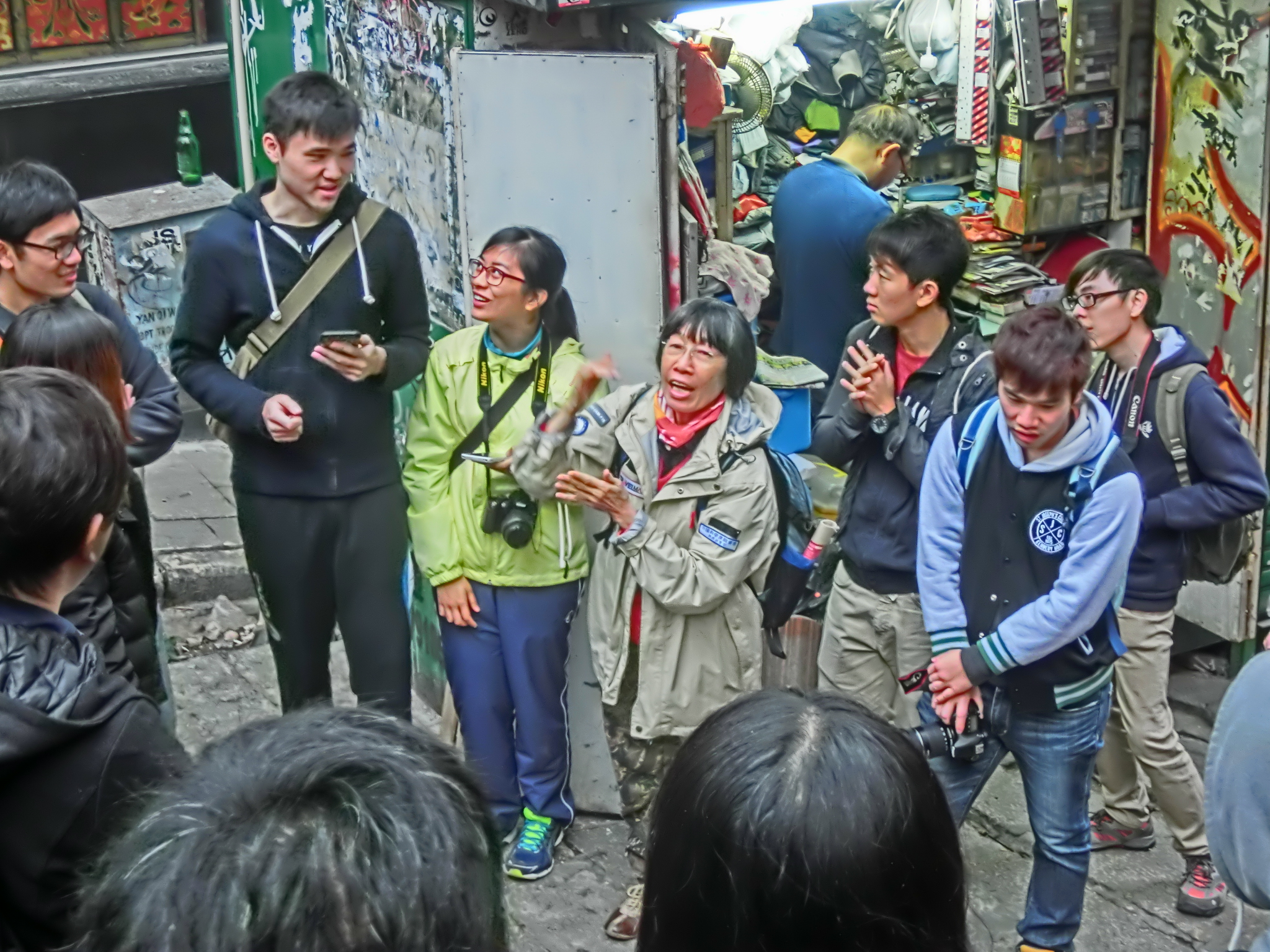

## 支持東大嶼人工島填海方案
2018年9月，一直有做環保大使工作的李樂詩，撰文支持團結香港基金的東大嶼人工島填海計劃，透過填海增加2200公頃土地。

## 著作
- 《寰宇探索#1－極地驚情》 ISBN 9624362637
- 《寰宇探索#2－茫茫北極路》 ISBN 9624362734
- 《寰宇探索#3－珠峰密語》 ISBN 9624363145
- 《寰宇探索#4－沙漠行舟》 ISBN 9624363633
- 《寰宇探索#5－雪域紅塵》 ISBN 9624364060
- 《寰宇探索#6－北冰洋細語》 ISBN 962436480X
- 《寰宇探索#7－南極長夜》 ISBN 9624365032
- 《白色力量：南北極的回響》ISBN 9789623110013
- 《三極宣言：聆聽大地訴說》ISBN 9789628564682
- 《北極追踪》ISBN 9789628947720
- 《南極追踪》ISBN 9789628947713
- 《南北極足音》ISBN 9789623120029
- 《極地搜影》ISBN 9789881934611

## 影視節目
- 天人合一，香港電台節目，嘉賓。
- 2009年：熊無立冰之地，無線電視